# مارتينوس بايرينك
مارتينوس ويليم بيجرينك (16 مارس 1851 - 1 يناير 1931)، عالم هولندي في علم الأحياء الدقيقة وعالم النبات وكان أحد مؤسسي علم الفيروسات وعلم الأحياء الدقيقة البيئي. ويُنسب إليه الفضل في اكتشاف الفيروسات (1898)، والتي أطلق عليها اسم "Contagium vivum Fluidum". حاصل على ميدالية ليفينهوك عام 1905.
دراساته في مجالات علم النبات وعلم الأحياء الدقيقة حجبت ظلما ربما بسبب أعمال علماء كروبرت كوخ ولوي باستور، لأن بايرينك لم يتبحر في مجال الأمراض الإنسانية مثلهم.
عام 1898 - استخدم مارتينوس بايرينك تجارب الفلترة لبيان أن تبرقش التبغ سببه شيء أصغر من البكتيريا، وأسماه فيروس.

## النشأة

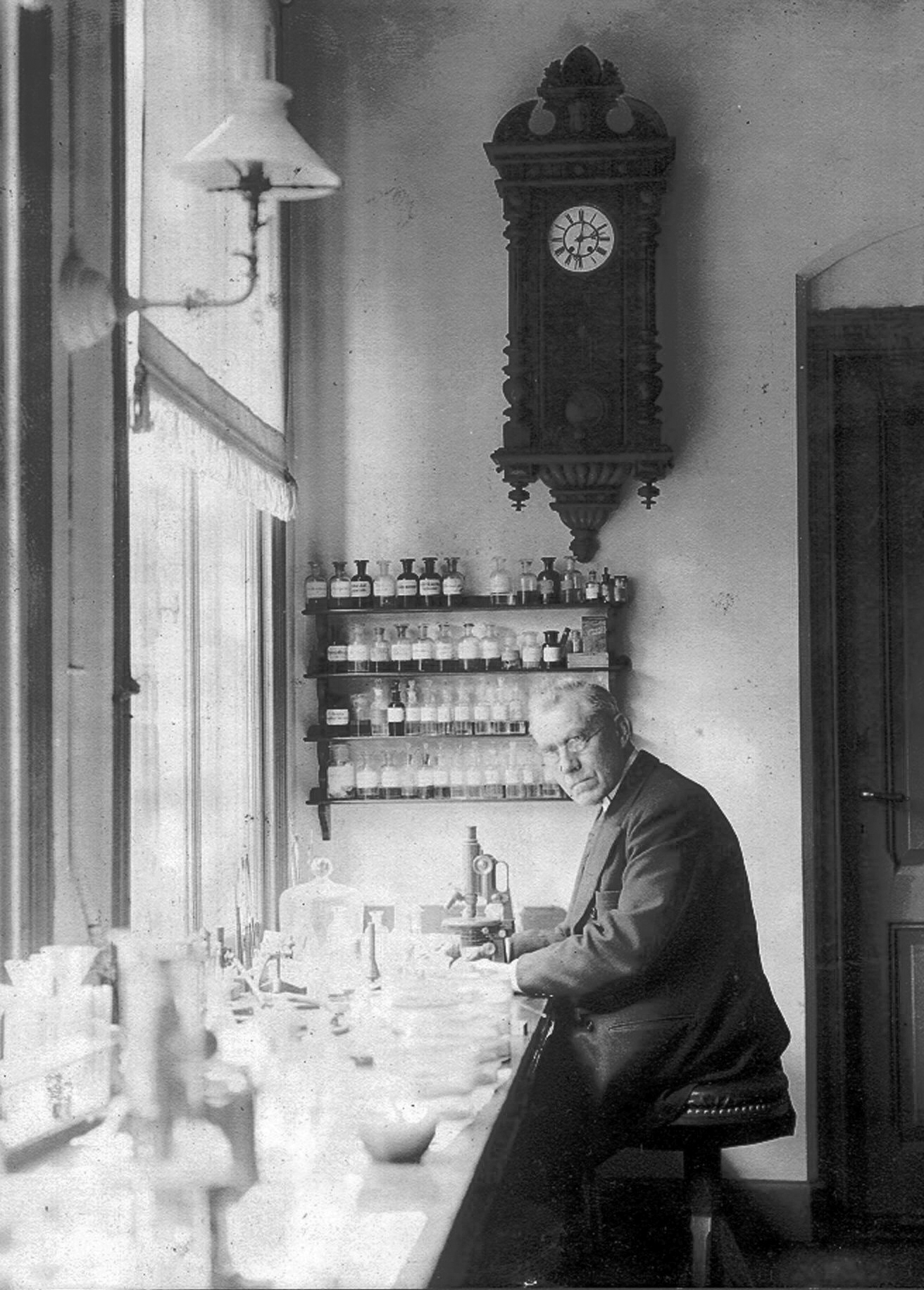
مارتينوس ويليام بايرينك في المختبر

ولد بايرينك في أمستردام ودرس في المدرسة التقنية في دلفت، حيث حصل على درجة مهندس كيميائي عام 1872. حصل على درجة الدكتوراه في العلوم من جامعة لايدن في عام 1877.

## روابط خارجية
- مارتينوس بايرينك على موقع الموسوعة البريطانية (الإنجليزية)